# Merlí: Sapere aude
|  | Aquest article tracta sobre la sèrie derivada de Merlí. Si cerqueu la locució llatina, vegeu «Sapere aude». |

Merlí: Sapere aude és una sèrie de televisió catalana coproduïda per Movistar+ i la CCMA. La sèrie és una obra derivada i una continuació de la sèrie Merlí de TV3. La sèrie segueix la història d'en Pol Rubio, l'alumne preferit de Merlí Bergeron, de la sèrie "Merlí". En Pol segueix els passos del seu antic professor i comença la carrera de Filosofia a la Universitat de Barcelona.
Estrenada sencera el 5 de desembre de 2019 a Movistar+, la Corporació Catalana la començà a emetre per TV3 el 14 de setembre del 2020, després de negociar un avançament sobre la data inicialment acordada, que era al cap d'un any de l'estrena a Movistar+, és a dir, al desembre. El desembre de 2019 es va anunciar que la sèrie renovava per una segona temporada, la qual es va estrenar el 2 d'abril de 2021.

## Sinopsi
Pol Rubio (Carlos Cuevas) torna a les aules i comença els seus estudis a la facultat de Filosofia, mesos després de la mort del Merlí, tot amb la finalitat d'imitar el seu mentor i acabar sent professor. Les localitzacions més destacades del rodatge són escenaris com la Universitat de Barcelona, el Barri Gòtic, el Raval i les platges de Barcelona.

## Repartiment

### Primera temporada

#### Personatges principals
- Carlos Cuevas - Pol Rubio
- María Pujalte - María Bolaño
- David Solans - Bruno Bergeron (Episodi 1 - Episodi 2; Episodi 4 - Episodi 6; Episodi 8)
- Pablo Capuz - Rai Casamiquela
- Claudia Vega - Oti
- Pere Vallribera - Biel Roca
- Boris Ruiz - Alfonso Rubio
- Azul Fernández - Minerva Picotti

amb la col·laboració especial de
- Francesc Orella - Merlí Bergeron (Episodi 1)
- Anna Maria Barbany - Carmina Calduch (Episodi 2; Episodi 4 - Episodi 5)

#### Personatges secundaris
- Martí Atance - Arnau (Episodi 1; Episodi 3 - Episodi 8)
- Fina Rius - (Episodi 1 - Episodi 2; Episodi 4; Episodi 7)
- Carlos Índriago - Ángel (Episodi 1 - Episodi 2; Episodi 4 - Episodi 6; Episodi 8)
- David Marcé - (Episodi 1 - Episodi 2; Episodi 6 - Episodi 7)
- Zoe Stein - Sara (Episodi 1 - Episodi 2; Episodi 4 - Episodi 6; Episodi 8)
- Arnaud Prechac - Etienne (Episodi 1 - Episodi 3; Episodi 5; Episodi 8)
- Lesley Grant - Amy O'Connor (Episodi 1 - Episodi 3; Episodi 5; Episodi 8)
- Roberto Garcia - Henry (Episodi 1 - Episodi 3; Episodi 5 - Episodi 8)
- Teresa Sánchez - Susana (Episodi 1 - Episodi 3; Episodi 6 - Episodi 7)
- Silvia Marsó - Esther (Episodi 1 - Episodi 3; Episodi 6 - Episodi 7)
- Pere Brasó - Octavi (Episodi 1 - Episodi 3; Episodi 6 - Episodi 7)
- Blanca Martínez - Judith (Episodi 1 - Episodi 3; Episodi 6 - Episodi 7)
- Carme Conesa - Vicky (Episodi 1 - Episodi 4; Episodi 6 - Episodi 7)
- Assun Planas - Glòria (Episodi 1 - Episodi 4; Episodi 6 - Episodi 8)
- Gloria Ramos - Laura (Episodi 1 - Episodi 5; Episodi 7)
- Eva Martin - Sílvia Montoliu (Episodi 1 - Episodi 5; Episodi 7 - Episodi 8)

### Segona temporada

#### Personatges principals
- Carlos Cuevas - Pol Rubio
- María Pujalte - María Bolaño
- Pablo Capuz - Rai Casamiquela
- Claudia Vega - Oti
- Pere Vallribera - Biel Roca
- Boris Ruiz - Alfonso Rubio
- Jordi Coll - Axel

amb la col·laboració especial de
- Eusebio Poncela - Dino

#### Personatges secundaris
- Nao Albet - Efra
- Francesc Albiol
- Martí Atance - Arnau
- Marisol Casas
- Lluïsa Castell
- Clara de Ramon
- Raquel Fresno
- Lesley Grant - Amy O'Connor
- Diego Aldo Ibaños
- Lluís Pérez
- Arnaud Prechac - Etienne
- Tonet Ramírez
- Miguel Ángel Romero

amb la participació especial de
- Assun Planas - Glòria
- Gloria Ramos - Laura
- Eva Martin - Sílvia Montoliu
- Joan Negrié
- David Bagés

## Episodis

### 1a Temporada (2019)
| Núm. (sèrie) | Núm. (temp.) | Nom                        | Direcció   | Guió                         | Data d'emissió        |
| ------------ | ------------ | -------------------------- | ---------- | ---------------------------- | --------------------- |
| 1            | 1            | Sapere aude                | Menna Fité | Héctor Lozano i Alfonso Díaz | 5 de desembre de 2019 |
| 2            | 2            | Fin amor                   | Menna Fité | Héctor Lozano i Alfonso Díaz | 5 de desembre de 2019 |
| 3            | 3            | El cardumen                | Menna Fité | Héctor Lozano i Alfonso Díaz | 5 de desembre de 2019 |
| 4            | 4            | Le petite mort             | Menna Fité | Héctor Lozano i Alfonso Díaz | 5 de desembre de 2019 |
| 5            | 5            | Bizitza                    | Menna Fité | Héctor Lozano i Alfonso Díaz | 5 de desembre de 2019 |
| 6            | 6            | Crazy                      | Menna Fité | Héctor Lozano i Alfonso Díaz | 5 de desembre de 2019 |
| 7            | 7            | Río                        | Menna Fité | Héctor Lozano i Alfonso Díaz | 5 de desembre de 2019 |
| 8            | 8            | El batalló sagrat de Tebes | Menna Fité | Héctor Lozano i Alfonso Díaz | 5 de desembre de 2019 |

### 2a Temporada (2021)
| Núm. (sèrie) | Núm. (temp.) | Nom                   | Direcció   | Guió                         | Data d'emissió     |
| ------------ | ------------ | --------------------- | ---------- | ---------------------------- | ------------------ |
| 9            | 1            | Un pàl·lid punt blau  | Menna Fité | Héctor Lozano i Alfonso Díaz | 2 d'abril de 2021  |
| 10           | 2            | O fortuna, velut luna | Menna Fité | Héctor Lozano i Alfonso Díaz | 2 d'abril de 2021  |
| 11           | 3            | La cigonya            | Menna Fité | Héctor Lozano i Alfonso Díaz | 9 d'abril de 2021  |
| 12           | 4            | Cotxes intel·ligents  | Menna Fité | Héctor Lozano i Alfonso Díaz | 16 d'abril de 2021 |
| 13           | 5            | Llorir                | Menna Fité | Héctor Lozano i Alfonso Díaz | 23 d'abril de 2021 |
| 14           | 6            | Vida normal           | Menna Fité | Héctor Lozano i Alfonso Díaz | 30 d'abril de 2021 |
| 15           | 7            | Cremar el llibre      | Menna Fité | Héctor Lozano i Alfonso Díaz | 7 de maig de 2021  |
| 16           | 8            | Mestres               | Menna Fité | Héctor Lozano i Alfonso Díaz | 7 de maig de 2021  |